# Österrike i olympiska sommarspelen 1928
Österrike deltog med 73 deltagare vid de olympiska sommarspelen 1928 i Amsterdam. Totalt vann de två guldmedaljer och en bronsmedalj.

## Medalj

### Guld
- Franz Andrysek - Tyngdlyftning.
- Hans Haas - Tyngdlyftning.

### Brons
- Leo Losert och Viktor Flessl - Rodd, dubbelsculler.